# Inhalandum
Ein Inhalandum ist eine feste oder flüssige Zubereitung, die als Dampf oder Aerosol verabreicht werden kann. Solche Zubereitungen üben in der Lunge entweder eine lokale oder eine systemische Wirkung aus.

## Einteilung
Das Europäische Arzneibuch unterscheidet in der Monographie „Zubereitungen zur Inhalation“ folgende Zubereitungen:
- Zubereitungen, die in Dampf überführt werden
- Flüssige Zubereitungen zur Verneblung
- Flüssige Zubereitungen in Druckgas-Dosierinhalatoren
- Pulver zur Inhalation.

Auch die Geräte, die die Zubereitungen zur Inhalation verabreichen sollen, sind im Arzneibuch unterteilt. Es gibt:
- Vernebler
- Inhalatoren
  - Druckgas-Dosierinhalator
  - Normaldruck-Dosierinhalator
  - Pulver-Inhalator

## Lunge als Applikationsort
Die Lunge als Applikationsort bietet einige Vorteile an. Als Organ, zuständig für den Gasaustausch, stellt die Lunge eine sehr große Fläche (ca. 100 m²) zur Verfügung. Die zahlreichen Luftbläschen (Alveolen) sind durch Alveolarepithel und Endothelmembran umhüllt und haben im Vergleich zu dem Gastrointestinaltrakt und der Haut eine schwächere Barrierefunktion. Durch die pulmunale Applikation wird zusätzlich der First-Pass-Effekt umgangen, und somit wird die Bioverfügbarkeit von vielen Arzneistoffen optimiert.

## Ablagerungsmechanismen

### Impaktion
Partikel, die größer als 10 μm sind, können wegen ihrer Trägheit die Richtungsänderungen des Luftstromes nicht folgen und lagern sich im Mund- und Rachenraum ab. Kleinere Partikel werden durch Impaktion erst bei späteren Verzweigungen der Lunge (z. B. Bronchiolen) abgeschieden.

### Diffusion
Die Abscheidung von kleineren Partikeln erfolgt vor allem durch Diffusion und unterliegt dem Diffusionsgesetz. Die Ablagerung durch Diffusion ist umso effektiver, je kleiner die Teilchen sind.

### Sedimentation
Die Sedimentation wird durch das Stokessche Gesetz beschrieben. Partikel mit einer Größe zwischen 1 und 5 μm sedimentieren überwiegend im intrathorakalen Raum. Da diese Partikel durch Impaktion und Diffusion nicht früher abgeschieden bzw. nicht wieder ausgeatmet werden, wird diese Partikelgröße angestrebt. Partikel zwischen 0,01 und 0,1 μm werden (durch Diffusion) auch intrathorakal abgeschieden. Die Herstellung von solchen Partikeln wäre aber zu schwierig und aufwändig.